# Yo (canción de Shaila)
Yo es el primer tema del Disco Progresar, el decimoctavo del LP Congelando El Tiempo y el número 21 de Dame Tu Voz; todas de la banda de hardcore melódico Shaila.
Es reconocida por muchos de sus fanes debido a que se identifican con esta canción, o porque fue el primer tema de la banda que escucharon.

## Análisis
La canción habla sobre lo que siente una persona de clase media actual Argentina, renegando de su forma de crianza(y rechazando los valores establecidos("falsa moral"), y siempre buscando alguna identidad para brindarle sentido a su vida, la cual sabe que no lo tiene. Podemos decir que se habla sobre un momento específico en que el humano se da cuenta, por medios propios(reflexión), que no puede escapar de su realidad y que posee una hipocresía intrínseca de la cual no se puede despegar.